# José Antonio Calcaño
José Antonio Calcaño (* 23. März 1900 in Caracas; † 11. September 1978 ebenda) war ein venezolanischer Komponist, Musikkritiker und Diplomat.

## Leben
Calcaño erhielt als Kind Klavierunterricht und trat 1912 in die Celloklasse der Casals-Schülerin Mercedes Rivas ein. Ein Medizinstudium brach er bald ab, um sich ganz der Musik zu widmen und schrieb unter dem Pseudonym Juan Sebastián musikkritische Kolumnen für die Zeitungen El Sol und El Heraldo. Mit Vicente Emilio Sojo und seinem Cousin Miguel Ángel Calcaño gründete er die Bewegung renovación musical. 1928 gehörte er zu dem Gründungsmitgliedern des Orfeón Lamas und des Orquesta Sinfónica Venezuela, dem er als Cellist angehörte. In den Folgejahren schrieb er auch für die Zeitungen El Universal und El Nuevo Diario Musikkritiken.
Daneben verfolgte Calcaño eine diplomatische Laufbahn. Nach einer Tätigkeit im Außenministerium (1929–1932) war er Mitarbeiter der venezolanischen Botschaft in Bern und wurde 1936 venezolanischer Botschafter in Dublin, 1937 in St. Louis. 1939 wurde er Legationssekretär in London und 1940 Chef des Amtes für Außenhandel im Außenministerium. Im gleichen Jahr gründete er den Coral Polifónica, den er bis 1953 leitete. 1945 nahm er als Mitglied der venezolanischen Delegation an der Gründungsversammlung der Vereinten Nationen in San Francisco teil.
1946 zog er sich aus dem diplomatischen Dienst zurück. Bis 1950 lebte er in den USA, dann kehrte er nach Venezuela zurück. Dort gründete er 1951 das Conservatorio Teresa Carreño, das er bis 1959 leitete, 1952 den Coral Creole und 1953 Los Madrigalistas.
Von 1954 bis 1964 wirkte er als Professor an der Universidad Central de Venezuela und als Musikkritiker der Zeitung El Nacional. Daneben initiierte für den Rundfunk eine Konzertreihe und die Sendereihe Por el mundo de la cultura, die bis 1978 auf verschiedenen venezolanischen Sendern lief.

## Werke
- Madrigal campestre, 1929
- Canción pagana, 1930
- Contribucion al estudio de la musica en Venezuela, 1939
- Miranda en Rusia, Ballett, 1945
- Primera sinfonía, 1946

## Schriften
- 400 años de música caraqueña
- La ciudad y su música, Fundarte, Caracas 1980

| Personendaten    | Personendaten                                         |
| ---------------- | ----------------------------------------------------- |
| NAME             | Calcaño, José Antonio                                 |
| KURZBESCHREIBUNG | venezolanischer Komponist, Musikkritiker und Diplomat |
| GEBURTSDATUM     | 23. März 1900                                         |
| GEBURTSORT       | Caracas                                               |
| STERBEDATUM      | 11. September 1978                                    |
| STERBEORT        | Caracas                                               |